# Année Rinzes de Jong
Année Rinzes de Jong (Zutphen, 7 maart 1883 - Haarlem, 27 januari 1970) was een christensocialist en religieus-anarchist.
Hij was de zoon van Wybe de Jong, spoorwegbeambte, en Adriana Elisabeth van der Bijl. Na de dood van zijn vrouw Kato Ibeltje Eekman ging De Jong in 1931 een vrij huwelijk aan met Elize Harmeijer, omdat hij het burgerlijk huwelijk onderdrukkend achtte. 

## Anti-militarist
Tijdens zijn studie theologie in Utrecht was De Jong actief in de stadszending en kwam daarbij in aanraking met slechte maatschappelijke omstandigheden. Hij werd daarom lid van de Bond van Christen-Socialisten (BCS). Na 1910 werkte De Jong op meerdere plaatsen als predikant en was redactielid van het Bondsorgaan Opwaarts. Daar werkte hij samen met Bart de Ligt en Truus Kruyt-Hogerzeil (de vrouw van Willy Kruyt). Door zijn ondertekening van het Dienstweigeringsmanifest belandde hij in 1916 vier weken in de gevangenis. De anarchisten Lodewijk van Mierop en Bart de Ligt kregen zo ook gevangenisstraffen. Als anarchistisch pacifist werd hij met Van Mierop bestuurslid van de Bond van Religieuse Anarcho-Communisten (BRAC).

## Humanitair
In 1919 werd hij voorganger van de Nederlandsche Protestantenbond (NPB) in Bussum. Na 1923 verzorgde hij meer dan dertig jaar de maandelijkse serie Vrij-religieuse Toespraken. De Jong was ook in de vredesbeweging actief. Vanaf 1937 werd hij actief in de anti-militaristische beweging. 
Als bestuurslid bij het humanitaire Van der Huchtonderwijs en de activiteiten van Kees Boeke zette hij zich in voor het gedachtegoed van Felix Ortt. 

## Publicaties
- Maar één uitweg. (Schiedam 1913)
- Protest tegen de verbanning van Ds. B. de Ligt (Amsterdam 1915)
- De broodvraag en het imperialisme (Rotterdam 1916)
- De beteekenis van de religie in den revolutionairen strijd (Rotterdam 1924
- Lodewijk van Mierop in: Bevrijding, 1929-1930, 30
- Henriette Roland Holst zestig jaar in: Bevrijding, 1929-1930, 142
- Een onvermoeid voortrekker (J.C.H. Methöfer, 1863-1933) in: Bevrijding, 1933, 121
- Jacoba Mossel in: Bevrijding, 1935, 88
- Christus nochtans. (Utrecht 1937)
- Een persoonlijke herinnering in: Bevrijding, 1938, 133 (betreft B. de Ligt)
- Ruimt de stenen weg! (Amsterdam 1955).

## Bron
- Herman Noordegraaf, A.R. de Jong, BWSA 5 (1992), p. 138-140
- Biografie

- Biografisch Portaal: 81809573
- Library of Congress Control Number: n98084609
- Nationale Bibliotheek van Israël: 987012940264305171
- Nederlandse Thesaurus van Auteursnamen: 070769001
- Virtual International Authority File: 38694402
- WorldCat: E39PBJvmGF66W3dpJwGQTTqqQq